# Иван Александр
Иван Александр (болг. Иван Александър, орфография оригинала: ІѠАНЪ АЛЄѮАНдРЪ) (? — 17 февраля 1371) — болгарский царь в 1331—1371. Дата его рождения неизвестна. Долгое правление Ивана Александра считается переходным периодом в болгарской средневековой истории. Иван Александр начал своё правление, имея дело с внутренними неурядицами и внешними угрозами со стороны соседей - Византии и Сербии. Он сумел добиться восстановления экономики страны и привел её к культурному и религиозному возрождению. На время правления Ивана Александра пришлись становление мощи Османской империи, венгерские вторжения с северо-запада и Черная смерть. В безуспешной попытке справиться с этими проблемами он разделил страну между двумя своими сыновьями, тем самым ослабив страну перед лицом османской угрозы.

## Первые годы правления
Иван Александр был сыном деспота Срацимира и Керацы Петрицы, сестры болгарского царя Михаила Шишмана. Таким образом, Иван Александр приходился Михаилу Шишману племянником и по материнской линии принадлежал к династии Асеней. К 1330 году Иван Александр сам стал деспотом Ловеча. Вместе со своим отцом и тестем Басарабом Валашским Иван Александр участвовал в битве против сербов при Вельбажде в 1330 году, в которой болгары потерпели поражение. Поражение, в сочетании с ухудшением отношений с Византией, усугубило внутренний кризис. В результате государственного переворота в 1331 году Иван Стефан из рода Шишманов занял столицу Тырново, но вскоре был свергнут, и заговорщики возвели на престол Ивана Александра.
Новый правитель приступил к укреплению своих позиций путём возвращения потерянных в войне с византийцами земель. В 1331 году Иван Александр двинулся на Адрианополь и отвоевал северо-восточную Фракию. Между тем, в 1331 году Стефан Душан Сербский сверг своего отца Стефана Дечанского и стал королём. Это помогло нормализовать напряженные отношения между двумя странами. Иван Александр и Стефан Душан заключили союз, который был скреплен браком сербского короля и Елены, сестры Ивана Александра, на Пасху 1332 года.
Примерно в то же время Белаур, брат Михаила Шишмана, восстал против Ивана Александра в Видине, вероятно, в поддержку притязаний своего свергнутого племянника Ивана Стефана на престол. Этим воспользовался византийский император Андроник III Палеолог, начавший летом 1332 года кампанию против болгар. Византийцы захватили северо-восточную Фракию, но Иван Александр бросился на юг с небольшой армией и быстро догнал Андроника III в Русокастро.
Затянув время путём переговоров, болгарский царь усилил своё войско монгольской конницей и разбил лучше организованную, но менее маневренную византийскую армию. Захваченные византийцами города вернулись под контроль болгар, а Андроник III Палеолог искал убежища в стенах Русокастро. Война закончилась встречей Ивана Александра и императора и заключением мира, подтверждавшего статус-кво. Для укрепления мира был заключен брак между старшим сыном Ивана Александра Михаилом и дочерью Андроника III Марией в 1339 году. Болгарский царь теперь мог сосредоточиться на борьбе с Белауром, в 1336-1337 годах восстание на северо-западе было подавлено.
Примерно в 1332 году Иван Александр короновал своего старшего сына Михаила соправителем для закрепления прав своих потомков на престол. В 1337 году он короновал и своих младших сыновей Ивана Срацимира и Ивана Асеня. Иван Александр, вероятно, рассчитывал предоставить им, во избежание междоусобной войны, контроль над крупнейшими городами страны. Иван Срацимир обосновался в Видине, а Иван Асень, предположительно, в Преславе.

## Отношения с Византийской империей
В начале 1340-х годов отношения болгар с Византийской империи временно ухудшилось. Иван Александр потребовал выдачи своего двоюродного брата Шишмана, одного из сыновей Михаила Шишмана, угрожая византийцам войной. Ультиматум имел негативные последствия. Византийцы послали против болгар флот своего союзника, эмира Смирны Умур-Бега. Высадившись в дельте Дуная, турки разграбили близлежащие деревни и города. Вынужденный исполнять свои угрозы болгарский царь вторгся в Византийскую империю в конце 1341 года, утверждая, что позвало население Адрианополя. Тем не менее, войска Ивана Александра были дважды разбиты турками недалеко от города.
В 1341-1347 годах Византийская империя погрузилась в затяжную гражданскую войну между регентом юного императора Иоанна V Палеолога Анной Савойской и Иоанном Кантакузином. Соседи византийцев воспользовались гражданской войной. Сербский король Стефан Душан выступил на стороне Иоанна Кантакузина, а Иван Александр поддержал Иоанна V Палеолога. Хотя два балканских правителя приняли противоположные стороны в византийской гражданской войне, они подчеркивали нерушимость их союза. В качестве цены за поддержку Ивана Александра Иоанн V Палеолог в 1344 году уступил ему город Филиппополь (Пловдив) и девять крепостей в Родопских горах. Эти мирные территориальные приобретения стали последним крупным успехом внешней политики Ивана Александра.

## Расцвет Сербии и восход Османской империи
В это же время сербский король воспользовался византийской гражданской войны и завладел современной Македонией, а также частью Албании и северной Греции. В 1345 Стефан Душан стал именовать себя "императором сербов и греков", а в 1346 году был коронован соответствующей короной Патриархом Сербии. Эти действия, вызвавшие негодование византийцев, по-видимому, были поддержаны Болгарией, так как Патриарх Болгарии Симеон принял участие в образовании Сербского патриархата и коронация Стефана Душана.
Во второй половине 1340-х годов мало что осталось от первоначальных успехов Ивана Александра. Турецкие союзники Иоанна Кантакузина грабили болгарскую Фракию в 1346, 1347, 1349 , 1352 и 1354 годах. К этому же времени относится эпидемия Черной смерти. Попытки болгар отразить нападения захватчиков натолкнулись на численное превосходство врагов. Третий сын Ивана Александра и его соправитель Иван Асень был убит в сражении с турками в 1349 году, как и его старший брат Михаил, погибший в 1355 году или чуть раньше.
К 1351 году византийская гражданская война завершилась, и Иоанн VI Кантакузин осознал угрозу, исходившую от османов. Он обратился к правителям Сербии и Болгарии для принятия объединенных усилий против турок и просил у Ивана Александра деньги, чтобы построить флот, однако его призывы не были услышаны - виной тому было недоверие между соседями. Новая попытка установления сотрудничества между Болгарией и Византийской империи последовала в 1355 году, после того как Иоанн VI Кантакузин был вынужден отречься от престола и Иоанн V Палеолог был объявлен императором. Чтобы укрепить договор, Иван Александр выдал свою дочь Керацу-Марию за будущего византийского императора Андроника IV, но альянс не дал конкретных результатов.

## Осложнение внутренних проблем и внешние конфликты
Иван Александр почувствовал угрозу внутренней стабильности своего царства, что привело его к разводу со своей первой женой Феодорой Валашской и браку с крещеной еврейкой по имени Сара (Теодора). От нового брака родились сыновья, которых Иван Александр короновал соправителями - Ивана Шишмана примерно в 1356 году и Ивана Асеня в 1359 году. Последний оставшийся в живых сын Ивана Александра от первого брака, Иван Срацимир, стал полностью независимым около 1356 года, одновременно ослаб контроль Ивана Александра над его вассалами - правителями Валахии и Добруджи.
С середины 14-го столетия, Болгария стала жертвой устремлений венгерского короля Людовика I Анжуйского. Король Венгрии захватил Молдавию в 1352 году. Затем в 1365 венгры оккупировали Видинское княжество и взяли в плен правителя этого княжества Ивана Срацимира и его семью.
Тем временем болгары и византийцы столкнулись снова в 1364, и когда император Иоанн V Палеолог возвращался из поездки по Западу, болгары отказали ему проходе через их царство, что имело неприятные последствия, поскольку Византийский союзник, граф Савойи Амадей VI, захватил несколько болгарских морских городов, в том числе Поморие и Несебр, кроме Варны. Иван Александр был вынужден пойти на переговоры.
Захваченные города были переданы Византийской империи, в то время император Иоанн V Палеолог заплатил сумму 180 000 флоринов Ивану Александра. Болгарский царь использовал эту сумму и территориальные уступки византийцам, чтобы побудить к верности, по крайней мере де-юре, своих вассалов в Добрудже и Владислава I Валашского, а также отвоевать Видин у венгров. Война окончилась успешно, и власть Ивана Срацимира была восстановлена в Видине в 1369 году, хотя венгерский король заставил его признать свой вассалитет.
Относительно успешное разрешение кризиса на северо-западе не помогло восстановить потери на юго-востоке. Что еще хуже, в 1369 году турки-османы Мурада I захватили Адрианополь и сделали его столицей своего растущего государства. В то же время они захватили болгарские города Филиппополь и Боруй (Стара Загора), принудив Ивана Александра к унизительному миру: он должен был выдать за Мурада свою дочь Тамару и признать верховную власть султана. Болгары и сербы были готовы к совместным действиям против турок, однако 17 февраля 1371 года Иван Александр умер. Ему наследовали его сыновья Иван Срацимир в Видине и Иван Шишман в Тырново, а правители Добруджи и Валахии обрели независимость.

## Культура и религия
Во время правления Ивана Александра Второе Болгарское царство вступило в период культурного возрождения, который иногда называют «вторым Золотым веком болгарской культуры»
. Большое количество болгарских монастырей и церквей были построены или отремонтированы усилиями Ивана Александра. Фрески с его изображением (как основателя) можно увидеть в Бачковском монастыре и Пещерных церквях в Иваново. Иван Александр провел ремонт монастырей Святой Богородицы и Святого Николая в Несебре, а также инициировал строительство Драгалевского и Килифаревского монастырей.
На соборе при Иване Александре осуждены были варлаамова и акиндимова ереси, к которым присоединились адамитские и скопческие верования. Вслед за этим в Болгарии появилось адамитство в более определённой форме, но оно было прекращено мирным образом проповедью святого отшельника Феодосия.
Ересь жидовствующих, отвергавшая причастие, церкви, иконы и священство, опиралась, по всей видимости, на вторую жену Ивана Александра, еврейку, принявшую православие под именем Феодоры. В 1359 году Иоанн-Александр снова созвал собор, особенно представительный, после чего была подавлена и эта ересь. Вместе с тем, по приговору царя и собора, евреи были лишены права быть «властителями» в Болгарии.
Кусок одежды с печатью Ивана Александра был обнаружен в могиле аристократа рядом с Пиротом в 1970-х годах, ныне он хранится в Национальном музее Сербии в Белграде. Это первая находка такого рода, демонстрирующая средневековую традицию, согласно которой православные правители давали указание погребать своих самых именитых сановников с куском царской одежды.
В честь Ивана Александра назван мыс на острове Нельсон (Южные Шетландские острова).

## Семья
От своей первой жены Феодоры (в монашестве Феофаны), дочери Басараба Валашского Иван Александр имел нескольких детей, в том числе Ивана Срацимира, правившего как царь Болгарии в Видине в 1356—1397 годах, Михаила Асеня IV и Ивана Асеня IV — соправителей царя.
От второй жены Сары-Теодоры Иван Александр имел еще нескольких детей, в том числе Керацу-Марию (будущую жену византийского императора Андроника IV Палеолога), Ивана Шишмана, сменившего его на престоле, дочь по имени Тамара, выданную сначала за деспота Константина (иногда идентифицируется с Константином Деяновичем), а затем за султана Мурада I, а также дочерей по имени Десислава и Василиса.
|                   | Срацимир Крынский | Срацимир Крынский | Срацимир Крынский                                | Срацимир Крынский                                   | Петрица                                             | Петрица                                          | Петрица      | Петрица      |              |
|                   |                   |                   |                                                  |                                                     |                                                     |                                                  |              |              |              |
| 1                 | 1                 | 1                 |                                                  |                                                     |                                                     |                                                  | 2            | 2            | 2            |
| Феодора Валашская | Феодора Валашская | Феодора Валашская | Иван Александр (ум. 1371, правление — 1331—1371) | Иван Александр (ум. 1371, правление — 1331—1371)    | Иван Александр (ум. 1371, правление — 1331—1371)    | Иван Александр (ум. 1371, правление — 1331—1371) | Сара-Теодора | Сара-Теодора | Сара-Теодора |
|                   |                   |                   |                                                  |                                                     |                                                     |                                                  |              |              |              |
|                   | 1                 | 1                 | 1                                                | 1                                                   | 2                                                   | 2                                                | 2            | 2            | 2            |
| Михаил Асень IV   | Михаил Асень IV   | Кера Тамара       | Кера Тамара                                      | Иван Шишман (1350/1351-1395, правление — 1371—1395) | Иван Шишман (1350/1351-1395, правление — 1371—1395) | Иван Асень V                                     | Иван Асень V | Василиса     | Василиса     |
|                   |                   |                   |                                                  |                                                     |                                                     |                                                  |              |              |              |
|                   | Иван Асень IV     | Иван Асень IV     | Иван Срацимир (1324-1397, правление — 1356—1397) | Иван Срацимир (1324-1397, правление — 1356—1397)    | Кераца-Мария (1348-1390)                            | Кераца-Мария (1348-1390)                         | Десислава    | Десислава    |              |